# 43º parallelo nord
Il 43º parallelo dell'emisfero boreale è il luogo dei punti della crosta terrestre aventi la medesima latitudine, cioè 43 gradi di ampiezza tra il punto P del parallelo e l'equatore.
Questo parallelo è spesso citato perché meglio di ogni altro sintetizza la diversità dei paesaggi dell'Italia oltre ad essere considerato un riferimento dai geografi e dai climatologi in quanto a sud di esso sulla costa inizia il clima mediterraneo.

## Punti toccati dal parallelo nel Mondo
Partendo dal Meridiano di Greenwich e andando verso Est, il parallelo 43° N passa:
| Coordinate       | Nazione, territorio o mare | Note |
| ---------------- | -------------------------- | --- |
| 43°00′N 0°00′E   | Francia                    | |
| 43°00′N 3°02′E   | Mar Mediterraneo           | |
| 43°00′N 6°10′E   | Francia                    | |
| 43°00′N 6°14′E   | Mar Mediterraneo           | |
| 43°00′N 9°20′E   | Francia                    | Corsica |
| 43°00′N 9°27′E   | Mar Mediterraneo           | Passa poco a Sud dell'isola di Capraia, Italia                                                             |
| 43°00′N 10°30′E  | Italia                     | Golfo di Baratti                                                                                           |
| 43°00′N 13°52′E  | Italia Mare Adriatico      | Grottammare Passa poco a Sud dell'isola di Lissa, Croazia Passa poco a Nord dell'isola di Curzola, Croazia |
| 43°00′N 17°02′E  | Croazia                    | |
| 43°00′N 17°40′E  | Bosnia ed Erzegovina       | |
| 43°00′N 18°28′E  | Montenegro                 | |
| 43°00′N 20°06′E  | Serbia                     | |
| 43°00′N 20°34′E  | o Serbia                   | Questione territoriale aperta tra Serbia e Kosovo                                                          |
| 43°00′N 21°14′E  | Serbia                     | |
| 43°00′N 22°49′E  | Bulgaria                   | |
| 43°00′N 27°54′E  | Mar Nero                   | |
| 43°00′N 40°56′E  | or Georgia                 | Questione territoriale aperta tra Abcasia e Georgia.                                                       |
| 43°00′N 41°54′E  | Georgia                    | |
| 43°00′N 43°05′E  | Russia                     | |
| 43°00′N 47°28′E  | Mar Caspio                 | |
| 43°00′N 51°46′E  | Kazakistan                 | |
| 43°00′N 56°00′E  | Uzbekistan                 | |
| 43°00′N 65°46′E  | Kazakistan                 | |
| 43°00′N 73°33′E  | Kirghizistan               | Passa poco a Nord della città di Biškek                                                                    |
| 43°00′N 74°43′E  | Kazakistan                 | |
| 43°00′N 80°23′E  | Cina                       | Xinjiang                                                                                                   |
| 43°00′N 96°10′E  | Mongolia                   | |
| 43°00′N 110°40′E | Cina                       | Mongolia Interna Liaoning Jilin (per circa 26 km) Liaoning (per circa 14 km) Jilin                         |
| 43°00′N 129°53′E | Corea del Nord             | Per circa 5 km (stato dell'Onsong)                                                                         |
| 43°00′N 129°57′E | Cina                       | Jilin |
| 43°00′N 131°06′E | Russia                     | Territorio del Litorale — passa poco a Sud di Vladivostok                                                  |
| 43°00′N 131°34′E | Mar del Giappone           | Golfo dell'Amur                                                                                            |
| 43°00′N 131°47′E | Russia                     | Isole Russky                                                                                               |
| 43°00′N 131°56′E | Mar del Giappone           | Ussuri Bay                                                                                                 |
| 43°00′N 132°19′E | Russia                     | |
| 43°00′N 134°07′E | Mar del Giappone           | |
| 43°00′N 140°31′E | Giappone                   | Isola di Hokkaidō                                                                                          |
| 43°00′N 145°01′E | Oceano Pacifico            | |
| 43°00′N 124°28′W | Stati Uniti                | Oregon Idaho Wyoming Confine Dakota del Sud / Nebraska South Dakota Iowa Wisconsin                         |
| 43°00′N 87°53′W  | Lago Michigan              | |
| 43°00′N 86°13′W  | Stati Uniti                | Michigan                                                                                                   |
| 43°00′N 82°25′W  | Canada                     | Ontario |
| 43°00′N 79°01′W  | Stati Uniti                | New York Vermont New Hampshire                                                                             |
| 43°00′N 70°45′W  | Oceano Atlantico           | |
| 43°00′N 9°15′W   | Spagna                     | |
| 43°00′N 1°04′W   | Francia                    | |

## Italia
Per quanto riguarda la penisola italiana, esso attraversa complessivamente tre regioni: le Marche, l'Umbria e la Toscana, congiungendo l'Adriatico ed il Tirreno.
La cittadina di Grottammare ed il Golfo di Baratti sono presi come riferimento per le due coste.
In particolare le province sono: Ascoli Piceno, Fermo, Macerata, Perugia, Siena, Grosseto e Livorno.